# Beveridge Family Prize in American History
Der Beveridge Family Prize in American History (früher Albert J. Beveridge Award) ist ein von der American Historical Association (AHA) vergebener Wissenschaftspreis.
Er wurde 1939 im Angedenken an Albert J. Beveridge, Senator der Vereinigten Staaten für Indiana und langjähriges Mitglied der AHA, gestiftet. Bis 1945 wurde er noch zweijährlich, seither jährlich verliehen. Ausgezeichnet werden mit dem Preis Werke der Geschichtswissenschaft, die sich mit der Geschichte des amerikanischen Doppelkontinents seit seiner „Entdeckung“ 1492 beschäftigen.

## Liste der Preisträger
- 1939 – John T. Horton für James Kent: A Study in Conservatism
- 1941 – Charles A. Barker für The Background of the Revolution in Maryland
- 1943 – Harold Whitman Bradley für American Frontier in Hawaii: The Pioneers, 1780-1843
- 1945 – John Richard Alden für John Stuart and the Southern Colonial Frontier
- 1946 – Arthur Eugene Bestor, Jr. für Backwoods Utopias: The Sectarian and Owenite Phases of Communitarian Socialism in America: 1663-1829
- 1947 – Lewis Hanke für The Spanish Struggle for Justice in the Conquest of America
- 1948 – Donald Harnish Fleming für John William Draper and the Religion of Science
- 1949 – Reynold M. Wik für Steam Power on the American Farm: A Chapter in Agricultural History, 1850–1920
- 1950 – Glyndon G. Van Deusen für Horace Greeley: Nineteenth Century Crusader
- 1951 – Robert Twymann für History of Marshall Field and Co., 1852–1906
- 1952 – Clarence Versteeg für Robert Morris
- 1953 – George R. Bentley für A History of the Freedmen’s Bureau
- 1954 – Arthur M. Johnson für The Development of American Petroleum Pipelines: A Study in Enterprise and Public Policy
- 1955 – Ian C.C. Graham für  Colonists from Scotland: Emigration to North America, 1707–1783
- 1956 – Paul W. Schroeder für The Axis Alliance and Japanese-American Relations, 1941
- 1957 – David M. Pletcher für Rails, Mines and Progress: Seven American Promoters in Mexico, 1867-1911
- 1958 – Paul Conkin für Tomorrow a New World: The New Deal Community Program
- 1959 – Arnold M. Paul für Free Conservative Crisis and the Rule of Law: Attitudes of Bar and Bench, 1887–1895
- 1960 – Clarence C. Clendenen für The United States and Pancho Villa: A study in unconventional diplomacy
- 1960 – Nathan Miller für The Enterprise of a Free People: Canals and the Canal Fund in the New York Economy, 1792–1838
- 1961 – Calvin Dearmond Davis für The United States And The First Hague Peace Conference
- 1962 – Walter LaFeber für The New Empire: An Interpretation of American Expansion, 1860-1898
- 1963 – nicht vergeben
- 1964 – Linda Grant DePauw für The Eleventh Pillar: New York State and the Federal Constitution
- 1965 – Daniel M. Fox für The Discovery of Abundance
- 1966 – Herman Belz für Reconstructing the Union: Conflict of Theory and Policy during the Civil War
- 1968 – Michael Paul Rogin für Intellectuals and McCarthy: The Radical Specter
- 1969 – Sam Bass Warner, Jr. für The Private City: Philadelphia in Three Periods of Its Growth
- 1970 – Leonard L. Richards für "Gentlemen of Property and Standing": Anti-Abolition Mobs in Jacksonian America
- 1970 – Sheldon Hackney für Populism to Progressivism in Alabama
- 1971 – Carl N. Degler für Neither Black Nor White: Slavery and Race Relations in Brazil and the United States
- 1971 – David J. Rothman für The Discovery of the Asylum: Social Order and Disorder in the New Republic
- 1972 – James T. Lemon für The Best Poor Man's Country: Early Southeastern Pennsylvania
- 1973 – Richard Slotkin für  Regeneration Through Violence: The Mythology of the American Frontier, 1600-1860
- 1974 – Peter H. Wood für Black Majority: Negroes in Colonial South Carolina from 1670 Through the Stono Rebellion
- 1975 – David Brion Davis für The Problem of Slavery in the Age of Revolution, 1770-1823
- 1976 – Edmund S. Morgan für American Slavery American Freedom: The Ordeal of Colonial Virginia
- 1977 – Henry F. May für The Enlightenment in America
- 1978 – John Leddy Phelan für The People and the King: The Comunero Revolution in Colombia, 1781
- 1979 – Calvin Martin für Keepers of the Game: Indian-Animal Relationships and the Fur Trade
- 1980 – John W. Reps für Cities of the American West: A History of Frontier Urban Planning
- 1981 – Paul G. E. Clemens für The Atlantic Economy and Colonial Maryland's Eastern Shore
- 1982 – Walter Rodney für A History of the Guyanese Working People, 1881-1905
- 1983 – Louis R. Harlan für Booker T. Washington: The Wizard Of Tuskegee, 1901-1915
- 1984 – Sean Wilentz für Chants Democratic: New York City and the Rise of the American Working Class, 1788-1850
- 1985 – Nancy M. Farriss für Maya society under colonial rule: The collective enterprise of survival
- 1986 – Alan S. Knight für  The Mexican Revolution
- 1987 – Mary C. Karasch für Slave Life in Rio De Janeiro, 1808-1850
- 1988 – Jacquelyn Dowd Hall, James Leloudis, Robert Korstad, Mary Murphy, Christopher B. Daly und Lu Ann Jones für Like a Family: The Making of a Southern Cotton Mill World
- 1989 – Peter Novick für That Noble Dream: The 'Objectivity Question' and the American Historical Profession
- 1990 – Jon Butler für Awash in a Sea of Faith: Christianizing the American People
- 1991 – Richard Price für Alabi's World
- 1992 – Richard White für The Middle Ground: Indians, Empires, and Republics in the Great Lakes Region, 1650-1815
- 1993 – James Lockhart für The Nahuas After the Conquest: A Social and Cultural History of the Indians of Central Mexico, Sixteenth Through Eighteenth Centuries
- 1994 – Karen Ordahl Kupperman für Providence Island, 1630-1641: The Other Puritan Colony
- 1995 – Ann Douglas für Terrible Honesty: Mongrel Manhattan in the 1920s
- 1995 – Stephen Innes für Creating the Commonwealth: The Economic Culture of Puritan New England
- 1996 – Alan Taylor für William Cooper's Town: Power and Persuasion on the Frontier of the Early American Republic
- 1997 – William B. Taylor für Magistrates of the Sacred: Priests and Parishioners in Eighteenth-Century Mexico
- 1998 – Philip D. Morgan für Slave Counterpoint: Black Culture in the Eighteenth-Century Chesapeake and Lowcountry
- 1999 – Friedrich Katz für The Life and Times of Pancho Villa
- 2000 – Linda Gordon für The Great Arizona Orphan Abduction
- 2001 – Alexander Keyssar für The Right to Vote: The Contested History of Democracy in the United States
- 2002 – Mary A. Renda für Taking Haiti: Military Occupation and the Culture of U.S. Imperialism, 1915-1940
- 2003 – Ira Berlin für Generations of Captivity: A History of African-American Slaves
- 2004 – Edward L. Ayers für In the Presence of Mine Enemies: The Civil War in the Heart of America, 1859-1863
- 2005 – Melvin Patrick Ely für Israel on the Appomattox: A Southern Experiment in Black Freedom from the 1790s Through the Civil War
- 2006 – Louis S. Warren für Buffalo Bill's America: William Cody and the Wild West Show
- 2007 – Allan M. Brandt für The Cigarette Century: The Rise, Fall, and Deadly Persistence of the Product That Defined America
- 2008 – Scott Kurashige für The Shifting Grounds of Race: Black and Japanese Americans in the Making of Multiethnic Los Angeles
- 2009 – Karl Jacoby für Shadows at Dawn: A Borderlands Massacre and the Violence of History
- 2010 – John Robert McNeill für Mosquito Empires: Ecology and War in the Greater Caribbean, 1620–1914
- 2011 – Daniel Okrent für Last Call: The Rise and Fall of Prohibition
- 2012 – Rebecca J. Scott und Jean-Michel Hébrard für: Freedom Papers: An Atlantic Odyssey in the Age of Emancipation
- 2013 – W. Jeffrey Bolster für The Mortal Sea: Fishing the Atlantic in the Age of Sail
- 2014 – Kate Brown für: Plutopia: Nuclear Families, Atomic Cities, and the Great Soviet and American Plutonium Disasters
- 2015 – Elizabeth A. Fenn für  Encounters at the Heart of the World: A History of the Mandan People
- 2015 – Greg Grandin für The Empire of Necessity: Slavery, Freedom, and Deception in the New World
- 2016 – Ann Twinam für Purchasing Whiteness: Pardos, Mulattos, and the Quest for Social Mobility in the Spanish Indies
- 2017 – David Chang für The World and All the Things upon It: Native Hawaiian Geographies of Exploration
- 2018 – Camilla Townsend für Annals of Native America: How the Nahuas of Colonial Mexico Kept Their History Alive
- 2019 – Nan C. Enstad für Cigarettes, Inc.: An Intimate History of Corporate Imperialism
- 2020 – Jeremy Zallen für American Lucifers: The Dark History of Artificial Light, 1750–1865
- 2021 – Thavolia Glymph für The Women’s Fight: The Civil War’s Battles for Home, Freedom, and Nation
- 2022 – Roberto N. P. F. Saba für American Mirror: The United States and Brazil in the Age of Emancipation
- 2023 – Kirsten Silva Gruesz für Cotton Mather’s Spanish Lessons: A Study of Language, Race, and Belonging in the Early Americas
- 2024 – Dylan C. Penningroth für Before the Movement: The Hidden History of Black Civil Rights